# Артоние
Арто̀ние (на италиански: Artogne) е малко градче и община в Северна Италия, провинция Бреша, регион Ломбардия. Разположено е на 266 m надморска височина. Населението на общината е 3604 души (към 2013 г.).